# Khruangbin
Khruangbin — американський музичний фанк/рок гурт із Г'юстона, штат Техас. Гурт сформований під впливом тайського фанка 1960-х років. Фактично назву з тайської можна перекласти як аероплан. Вони створюють і записують весь матеріал в амбарі, глибоко в сільській місцевості Техасу. Можна говорити про початок гурту з 2010 року, коли з'явилася перша демо-збірка записів, яка містила три композиції з притаманними гуртові дзвінкими звуками гітари та барабанами. Музика тріо містить такі інгредієнти як фанк-рок, серф-рок, а також психоделію.

## Учасники
- Лора Лі (англ. Laura Lee) — спів, бас-гітара
- Марк Спір (англ. Mark Speer) — спів, гітара
- Дональд Джонсон (англ. Donald Johnson) — барабани

## Дискографія
Студійні альбоми
- The Universe Smiles Upon You (2015, Night Time Stories Ltd.)
- Con Todo El Mundo (2018, Night Time Stories Ltd.)
- Mordechai (2020, Night Time Stories Ltd.)
- Ali (2022, Dead Oceans)
- A La Sala (2024, Dead Oceans)